# Ungarische Frauen-Handballnationalmannschaft (Juniorinnen)
Die ungarische Frauen-Handballnationalmannschaft (Juniorinnen) ist die Nationalauswahl Ungarns für Nachwuchsspielerinnen der Altersklasse Junioren.

## DefinitionJuniorinnenundJugend
Die Juniorenauswahl steht altersmäßig zwischen der Jugendauswahl und der A-Nationalmannschaft.
Da sich die Leistungsfähigkeit von Sportlern altersabhängig unterscheidet, wird eine Klasseneinteilung vorgenommen.
Unterhalb der Erwachsenenklasse Senioren werden die Sportlerinnen abhängig vom Geburtsjahr Altersklassen zugeteilt. Im deutschen Sprachraum wird dabei der Buchstabe U (steht für unter) vor das jeweilige Alter gesetzt. Die Junioren und Jugend genannten Sportlerinnen treten in den Altersklassen U 20 (unter 20 Jahren) und U 19 (unter 19 Jahren) an. Da für die Einteilung das Geburtsjahr ausschlaggebend ist, können die Sportlerinnen ihre Klassenzugehörigkeit während einer Saison beibehalten.
Beispiele: An den U-20-Wettbewerben im Jahr 2018 durften Spielerinnen der Geburtsjahrgänge 1997 und 1998 teilnehmen. An den U-19-Wettbewerben des Jahres 2018 durften Spielerinnen der Geburtsjahrgänge 1999 und 2000 teilnehmen.
Da die Altersklassen jeweils nur zwei Jahre behalten werden, ist die Fluktuation weit größer als bei den Erwachsenenauswahlen.

## Wettbewerbe

### Weltmeisterschaft der Juniorinnen (U 20)
Die U-20-Weltmeisterschaften werden seit 1977 grundsätzlich alle zwei Jahre ausgetragen.
Die ungarische Auswahl nahm mit nachstehend aufgeführten Ergebnissen teil:
| 1977 | Rumänien            | 14                                                | 06.                                               | –                                                                                            |                                                   |                                                   |
| 1979 | Jugoslawien         | 13                                                | 04.                                               | –                                                                                            |                                                   |                                                   |
| 1981 | Kanada              | 11                                                | nicht teilgenommen                                | nicht teilgenommen                                                                           |                                                   |                                                   |
| 1983 | Frankreich          | 16                                                | nicht teilgenommen                                | nicht teilgenommen                                                                           |                                                   |                                                   |
| 1985 | Sowjetunion         | 15                                                | nicht teilgenommen                                | nicht teilgenommen                                                                           |                                                   |                                                   |
| 1987 | Sowjetunion         | 15                                                | nicht teilgenommen                                | nicht teilgenommen                                                                           |                                                   |                                                   |
| 1989 | Sowjetunion         | 15                                                | nicht teilgenommen                                | nicht teilgenommen                                                                           |                                                   |                                                   |
| 1991 | Frankreich          | 17                                                | nicht teilgenommen                                | nicht teilgenommen                                                                           |                                                   |                                                   |
| 1993 | Bulgarien           | 16                                                | nicht teilgenommen                                | nicht teilgenommen                                                                           |                                                   |                                                   |
| 1995 | Brasilien           | 20                                                | nicht teilgenommen                                | nicht teilgenommen                                                                           |                                                   |                                                   |
| 1997 | Elfenbeinküste      | 17                                                | 10.                                               | –                                                                                            |                                                   |                                                   |
| 1999 | Volksrepublik China | 20                                                | 04.                                               | –                                                                                            |                                                   |                                                   |
| 2001 | Ungarn              | 20                                                | 02.                                               | –                                                                                            |                                                   |                                                   |
| 2003 | Mazedonien          | 20                                                | 02.                                               | –                                                                                            |                                                   |                                                   |
| 2005 | Tschechien          | 20                                                | 04.                                               | –                                                                                            |                                                   |                                                   |
| 2008 | Mazedonien          | 20                                                | 05.                                               | –                                                                                            |                                                   |                                                   |
| 2010 | Südkorea            | 24                                                | 05.                                               | –                                                                                            |                                                   |                                                   |
| 2012 | Tschechien          | 24                                                | 03.                                               | Kinga Klivinyi wurde in das All-Star Team gewählt und zudem Torschützenkönigin des Turniers. |                                                   |                                                   |
| 2014 | Kroatien            | 24                                                | 07.                                               | Luca Szekerczés wurde in das All-Star Team gewählt.                                          |                                                   |                                                   |
| 2016 | Russland            | 24                                                | 10.                                               | –                                                                                            |                                                   |                                                   |
| 2018 | Ungarn              | 23                                                | 01.                                               | Noémi Pásztor, Noémi Háfra und Dorottya Faluvégi wurden in das All-Star Team gewählt.        |                                                   |                                                   |
| 2020 | Rumänien            | Das Turnier fiel wegen der COVID-19-Pandemie aus. | Das Turnier fiel wegen der COVID-19-Pandemie aus. | Das Turnier fiel wegen der COVID-19-Pandemie aus.                                            | Das Turnier fiel wegen der COVID-19-Pandemie aus. | Das Turnier fiel wegen der COVID-19-Pandemie aus. |
| 2022 | Slowenien           | 32                                                | 02.                                               | Blanka Kajdon wurde in das All-Star Team gewählt.                                            |                                                   |                                                   |
| 2024 | Nordmazedonien      | 32                                                | 02.                                               | Lea Faragó und Klára Zaj wurden in das All-Star Team gewählt.                                |                                                   |                                                   |

### Europameisterschaft der Juniorinnen (U 19)
Die U-19-Europameisterschaften werden seit 1996 grundsätzlich alle zwei Jahre ausgetragen.
Die ungarische Auswahl nahm mit nachstehend aufgeführten Ergebnissen teil:
| Jahr | Ort         | Teams | Platz              | Anmerkungen |
| ---- | ----------- | ----- | ------------------ | --- |
| 1996 | Polen       | 12    | nicht teilgenommen | nicht teilgenommen |
| 1998 | Slowakei    | 12    | 06.                | – |
| 2000 | Frankreich  | 12    | 08.                | – |
| 2002 | Finnland    | 12    | 02.                | – |
| 2004 | Tschechien  | 16    | nicht teilgenommen | nicht teilgenommen |
| 2007 | Türkei      | 16    | 08.                | – |
| 2009 | Ungarn      | 16    | 02.                | – |
| 2011 | Niederlande | 16    | 14.                | – |
| 2013 | Dänemark    | 16    | 02.                | Zsófi Szemerey und Luca Szekerczés wurden in das All-Star Team gewählt.                                                    |
| 2015 | Spanien     | 16    | 04.                | – |
| 2017 | Slowenien   | 16    | 03.                | Katrin Klujber wurde in das All-Star Team gewählt.                                                                         |
| 2019 | Ungarn      | 16    | 01.                | Gréta Kácsor wurde in das All-Star Team gewählt. Csenge Kuczora wurde als beste Verteidigerin ausgezeichnet.               |
| 2021 | Slowenien   | 16    | 01.                | Maja Mérai wurde in das All-Star Team gewählt. Blanka Kajdon wurde als MVP des Turniers ausgezeichnet.                     |
| 2023 | Rumänien    | 16    | 01.                | Klára Zaj und Petra Simon wurden in das All-Star Team gewählt. Petra Simon wurde zudem als MVP des Turniers ausgezeichnet. |
| 2025 | Montenegro  | 24    | 07.                | |